# Falfúró
A Falfúró 1985-ben forgatott, majd 1986-ban bemutatott magyar filmszatíra. Rendezője Szomjas György. A Kádár-korszak végén forgatott film látnok alkotás: az 1985-ös szocializmust felidézve mesél a tulajdonképpeni jelenről: a lakótelepek életéről, illetve arról a jellegzetes magyar virtusról, amely az ügyeskedés és a kiskapuk keresésében merül ki. A lakótelepi jeleneteket a Zuglóban található Füredi utcai lakótelepen, a kőbányai Gyakorló utcában, Újpalotán és Újpesten forgatták.

## Történet
Csendes az élet azon a budapesti lakótelepen, ahol Géza és felesége él két gyermekével. Egy napon aztán észrevesz egy eléggé csinos nőt a szomszédban, aki nagyon beindítja a fantáziáját. Azon a napon ráborítja főnökére az asztalt és kilép az állami vállalattól. Mivel a lakótelepen nagyon elkelne egy falfúró, nagyvonalú döntésre szánja el magát: maszek falfúró lesz. Ez a film indította be Bertalan Ágnes karrierjét.

## Szereplők
| Színész         | Karakter         |
| --------------- | ---------------- |
| Bán János       | Géza             |
| Andorai Péter   | Gondnok /Janitor |
| Szirtes Ági     | Erika            |
| Dörner György   |                  |
| Szatler Renáta  | Éva              |
| Ujlaki Dénes    | Gyula            |
| Gáspár Sándor   |                  |
| Erdős Mariann   |                  |
| Bertalan Ágnes  |                  |
| Tóth Éva        | Éva hangja       |
| Nemcsák Károly  |                  |
| Derzsi János    |                  |
| Bikácsy Gergely |                  |
| Hoynos Nelly    |                  |
| Kiszel Tünde    |                  |